# 隠岐国駅鈴

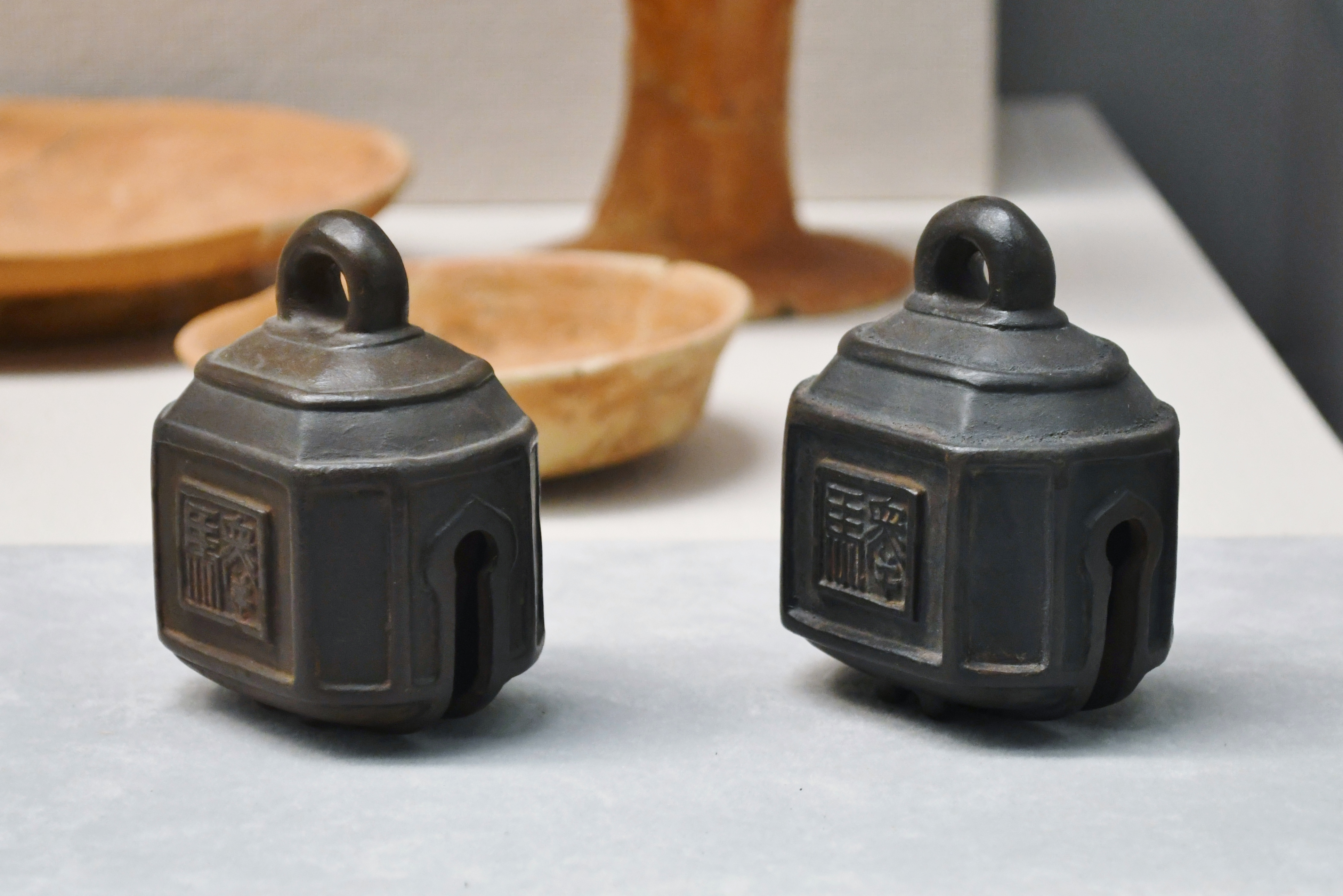
隠岐国駅鈴（複製）国立歴史民俗博物館展示。

隠岐国駅鈴（おきのくにえきれい）は島根県隠岐郡隠岐の島町の億岐家に伝わる、古代の駅鈴とされる2点の青銅製の鈴。国の重要文化財に指定されている。

## 概要
日本古代の駅伝制に関係する「駅鈴」の、現存唯一の例とされる遺物である。島根県隠岐郡隠岐の島町の玉若酢命神社宮司である億岐氏が2口を所蔵している。近世に光格天皇に注目されたことからその存在が知られるようになり、旧国宝（現・重要文化財）に指定されたが、その真贋は判明していない。

## 特徴
8面を有する「八稜鈴」で、2口存在する。樋畑雪湖によって3足のものが「甲鈴」、4足のものが「乙鈴」と呼称されている。甲鈴は高さ86.0ミリメートル・胴部の長径68.0ミリメートル・胴部の短径52.0ミリメートル、乙鈴は高さ85.0ミリメートル、胴部の長径70.0ミリメートル、胴部の短径53.0ミリメートルである。
|            | 甲鈴（3足） | 乙鈴（4足） |
| ---------- | ----------- | ----------- |
| 全体の高さ | 86.0        | 85.0        |
| 胴部の長径 | 68.0        | 70.0        |
| 胴部の短径 | 52.0        | 53.0        |

山下武夫は「使用による摩損がほとんどなく、新品に近い感じを受けた」としている。

## 歴史

### 古代
隠岐国駅鈴が真作であるとすれば、古代の駅伝制に関連する遺物であるということになる。

### 近世　光格天皇と隠岐国駅鈴
近世には隠岐国造の億岐家が所有しており、億岐幸生が天明5年に隠岐国駅鈴を京都に帯同した。翌年6月、西依成斎や並河一敬といった知識人や、日野資枝、広幡前豊、近衛維子らトップクラスの公家たちが隠岐国駅鈴を目にし、その後光格天皇の天覧に供される。並河は『駅鈴記』を著す。
天明8年（1788年）1月30日、洛中で火災が発生し御所も焼失した。光格天皇は下鴨神社に避難し、その後は聖護院を仮御所としていた。新しい御所は3年後に完成し、寛政2年（1790年）11月22日に遷幸が行われた。遷幸の行列は聖護院から新御所までを大廻りに巡行し、市中に「強大な」朝廷の存在を知らしめる効果が意図されていた。この行列を構成するなかに「主鈴」と呼ばれた隠岐国駅鈴が存在した。遷幸に先立つ寛政2年6月に、億岐幸生は駅鈴を持って上京するよう鷹司輔平の命を受けている。
寛政3年（1791年）3月には、隠岐国造に対し、黄金1枚と駅鈴を収納する唐櫃が下賜されている。

### 近代以降
1893年（明治26年）ごろ、駅鈴2口とも盗難に遭い、このとき唐櫃の一部が損壊されるという事件が発生した。駅鈴2口はこの後すぐ神戸で取り返したという。1935年（昭和10年）には旧国宝に指定された。
滝川政次郎はその八稜鈴という形態、陽刻された「駅鈴」の文字、そして鈴尅の不在をもって後世の人物による贋作であると主張した。特に動員できる駅馬の数を表示するための鈴尅（剋、刻）は駅鈴に不可欠であり、「剋なき鈴はただの鈴であって、駅鈴ではない」と断じている。隠岐国駅鈴を真作と考える樋畑雪湖は、鈴尅とは官符に記載されたものであり駅鈴自体には鈴尅が存在しなかったと推定したが、これに対して滝川は坂本太郎によって示された『続日本紀』の「官符に伴はれざる中に鈴に剋数の別あった」例を引用して否定している。
ただし鈴尅の形態や刻まれた部位は不明であり、隠岐国駅鈴以外に駅鈴の実例がない現状では真偽について明確な判断は不可能であるとされる。なお文化庁による国指定文化財等データベースでは「中世」の資料とされている。

## 文化財
国指定重要文化財
- 隠岐国駅鈴 - 1935年4月30日指定。2口、考古資料[27]。
附指定：光格天皇御下賜唐櫃（担棒付） - 1合[27]。